# Хендерсон, Билл (футболист, 1898)
Уи́льям Хе́ндерсон (англ. William Henderson; 1898—1964), также известный как Билл Хе́ндерсон (англ. Bill Henderson) — шотландский футболист, нападающий. Выступал за ряд шотландских и английских клубов.

## Биография
Уильям Хендерсон родился в Эдинбурге в 1898 году. Начал карьеру в клубе «Эйрдрионианс». Своими выступлениями привлёк внимание английских клубов: так, 10 сентября 1921 года газета Derby Daily Telegraph сообщила, что «Ливерпуль» рассматривает возможность приобретения центрфорварда Уильяма Хендерсона из «Эйрдрионианс». Однако в ноябре того же года футболист перешёл в «Манчестер Юнайтед» за 1750 фунтов. 26 ноября 1921 года Хендерсон дебютировал в основном составе «Манчестер Юнайтед» в матче против бирмингемского клуба «Астон Вилла», забив гол в своей первой игре за клуб. Выступал за команду на протяжении четырёх сезонов. В сезоне 1924/25 с 14 голами стал лучшим бомбардиром команды.
В 1925 году перешёл в «Престон Норт Энд». Провёл за клуб 9 матчей и забил 1 гол. Затем перешёл в «Клэптон Ориент», сыграв за команду 29 матчей и забив 7 голов. В августе 1926 года стал игроком шотландского клуба «Харт оф Мидлотиан», сыграв за него 13 матчей и забив 9 голов.
В дальнейшем выступал за шотландский клуб «Мортон», а также за английские «Торки Юнайтед» и «Эксетер Сити».